# Okitsugu Tanuma
Okitsugu Tanuma (jap. 田沼意次 Tanuma Okitsugu; ur. 1719, zm. 1788) – japoński urzędnik dworski okresu Edo.

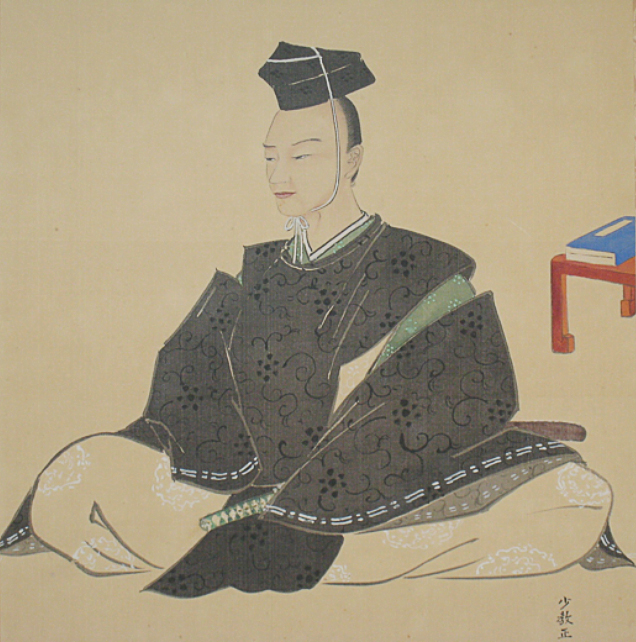
Okitsugu Tanuma

Pochodził z hanu Kii, ze średnio zamożnej rodziny samurajskiej. Wykorzystując swoją bliską zażyłość z siogunem Ieharu Tokugawą (pan. 1760-1786) i ogólną słabość systemu bakufu, osiągnął wysoką pozycję na dworze w Edo. W 1767 roku otrzymał urząd wielkiego szambelana (soba-yōnin), a w 1772 roku wielkiego kanclerza (rōjū), stając się jedyną osobą w historii, która dzierżyła jednocześnie obydwa te tytuły. Prowadził silnie centralistyczną politykę. Działał na rzecz wzmocnienia władzy daimyō w ich domenach i zwiększenia wpływów do skarbca. Troszczył się o powiększenie areału uprawnego, inicjując zakrojone na szeroką skalę prace irygacyjne i osuszanie bagien. Jednocześnie wykorzystywał swoją pozycję do osiągnięcia osobistych celów. W kraju szalała korupcja, a sam Tanuma zgromadził pokaźną fortunę.
Kiedy w latach 80. XVIII wieku Japonię nawiedziła fala klęsk żywiołowych: erupcja wulkanu Asama, głód i epidemie, wybuchły niepokoje społeczne, zaś Tanuma zaczął być postrzegany jako winowajca nieszczęść. Po śmierci sioguna Ieharu w 1786 roku niepopularny kanclerz popadł w niełaskę i został zdymisjonowany.